# جيوفاني ليوني (لاعب كرة قدم)
جيوفاني ليوني (مواليد 21 ديسمبر 2006) هو لاعب كرة قدم إيطالي يلعب في مركز قلب الدفاع مع نادي ليفربول في الدوري الإنجليزي الممتاز.

## وصلات خارجية
- جيوفاني ليوني على موقع قاعدة بيانات كرة القدم.إي يو (الإنجليزية)
- جيوفاني ليوني على موقع Soccerbase.com (لاعب) (الإنجليزية)
- جيوفاني ليوني على موقع Soccerway.com (الإنجليزية)
- جيوفاني ليوني على موقع عالم كرة القدم.نت (الإنجليزية)